# Vân Đài nhị thập bát tướng
Vân Đài nhị thập bát tướng (chữ Hán: 云台二十八将) là 28 viên đại tướng đã phò tá đắc lực Hán Quang Vũ đế trong quá trình kiến lập nhà Đông Hán.

## Ghi nhớ công thần
Năm 60, Hán Minh Đế Lưu Trang nhớ đến những công thần túc tướng đã theo vua cha (Hán Quang Vũ đế) trung hưng giang sơn nhà Hán, tại gác Vân Đài của Nam Cung, Lạc Dương, cho người vẽ tranh của 28 công thần, sử cũ gọi là Vân Đài nhị thập bát tướng.
Thứ tự của họ theo Tư trị thông giám như sau:
| 1. Đặng Vũ 2. Mã Thành 3. Ngô Hán 4. Vương Lương 5. Giả Phục 6. Trần Tuấn 7. Cảnh Yểm 8. Đỗ Mậu 9. Khấu Tuân 10. Phó Tuấn 11. Sầm Bành 12. Kiên Đàm 13. Phùng Dị 14. Vương Bá | 15. Chu Hữu 16. Nhâm Quang 17. Sái Tuân 18. Lý Trung 19. Cảnh Đan 20. Vạn Tu 21. Cái Diên 22. Phi Đồng 23. Diêu Kỳ 24. Lưu Thực 25. Cảnh Thuần 26. Tang Cung 27. Mã Vũ 28. Lưu Long |

Ngoài ra trên Vân Đài còn có tranh vẽ của 4 công thần khác là Vương Thường, Lý Thông, Đậu Dung, Trác Mậu.
Một số công thần là thân thích có quan hệ gần gũi với hoàng thất đều không được liệt vào như Lai Hấp (anh họ của Quang Vũ đế), Mã Viện (cha vợ của Minh đế).

## Phê bình
Sử gia Nghiêm Canh Vọng chỉ ra Tư trị thông giám đã nhầm lẫn về thứ tự .
Tiết Quý Xuyên từ rất sớm đã chỉ ra rằng: bản cũ của Hán thư chia làm 2 tầng. Tầng thượng có thứ tự như sau: 1. Đặng Vũ, 2. Ngô Hán, 3. Giả Phục, 4. Cảnh Yểm, 5. Khấu Tuân, 6. Sầm Bành, 7. Phùng Dị, 8. Chu Hữu, 9. Sái Tuân, 10. Cảnh Đan, 11. Cái Diên, 12. Diêu Kỳ, 13. Cảnh Thuần, 14. Mã Vũ. Tầng hạ có thứ tự như sau: 1. Mã Thành, 2. Vương Lương, 3. Trần Tuấn, 4. Đỗ Mậu, 5. Phó Tuấn, 6. Kiên Đàm, 7. Vương Bá, 8. Nhiệm Quang, 9. Lý Trung, 10. Vạn Tu, 11. Phi Đồng, 12. Lưu Thực, 13. Tang Cung, 14. Lưu Long.